# Dimetilmalononitrilo
El dimetilmalononitrilo, también llamado 2,2-dimetilpropanodinitrilo o 2,2-dicianopropano, es un dinitrilo de fórmula molecular C5H6N2. Es isómero del glutaronitrilo pero, a diferencia de éste —cuya estructura es lineal—, el dimetilmalononitrilo posee un carbono cuaternario, unido a dos grupos -C≡N y a dos grupos metilo.

## Propiedades físicas y químicas
A temperatura ambiente, el dimetilmalononitrilo es sólido aunque licúa a 31,5 °C. Por encima de esta temperatura es un líquido blanco que alcanza el punto de ebullición a 170 °C.
Tiene una densidad inferior a la del agua, ρ = 0,961 g/cm³.
Su solubilidad en agua es de aproximadamente un g por L. En este sentido, el logaritmo de su coeficiente de reparto, logP, se sitúa entre 0,20 y 0,70, siendo éste un valor teórico no experimental; ello indica una mayor solubilidad en disolventes apolares como el 1-octanol que en agua.
En cuanto a su reactividad, este dinitrilo es químicamente incompatible con oxidantes fuertes.

## Síntesis y usos
El dimetilmalononitrilo se puede sintetizar por la dialquilación —usando iodometano— del malononitrilo, empleando catálisis de transferencia de fase sin disolvente. El rendimiento de esta reacción es en torno al 76%.
Por su parte, el dimetilmalononitrilo se puede utilizar como reactivo de partida en la síntesis de bisoxazolinas y (4′S,5′S)-2,2-bis[4′-hidroximetil-5′-fenil-1′,3′-oxazolin-2′-il]propano.
Asimismo, se ha estudiado la hidrólisis de dimetilmalononitrilo a ácido 2-ciano-2-metilpropanoico utilizando la enzima nitrilasa procedente de la cianobacteria Synechocystis.
Se ha propuesto el uso del dimetilmalononitrilo como aditivo del electrolito de baterías recargables de litio; dicho aditivo es un compuesto multifuncional que incluye al menos dos grupos funcionales —como es el caso de este dinitrilo— con una alta afinidad por el cobre (o una aleación del mismo) del colector de corriente del electrodo negativo.
También se ha sugerido su empleo para la «funcionalización» de polímeros —proceso químico mediante el cual se incorporan grupos funcionales reactivos a una cadena polimérica— con un compuesto policiano que posea dos o más grupos -C≡N; dichos polímeros reducen la histéresis de vulcanizados de caucho empleados en la fabricación de neumáticos.

## Precauciones
El dimetilmalononitrilo es un compuesto combustible que tiene su punto de inflamabilidad a 78 °C. Al arder puede liberar humos tóxicos conteniendo óxidos de nitrógeno, monóxido de carbono y cianuro de hidrógeno.
Es una sustancia tóxica si se ingiere o inhala y provoca irritación en piel y ojos.